# Anna Catharina von Passow
Anna Catharina von Passow (født von der Lühe, 1731 i København,, død 3. september 1757 sammesteds) var dansk adelsdame, skuespillerinde og dramatiker.
Hendes forældre var premierløjtnant Friedrich Siegfried Johann Hans von der Lühe (1705 – 4. september 1750) og Mechtilde Siegfriede Jullern (død ca. 1763). Forældrene sad i trange kår, da datteren Anna Catharina i 1747 under navnet Jomfru Materna indtrådte i de danske aktørers trup. Hun besad en medfødt anstand, der kom hende til gode såvel i komediens elegante elskerinderoller som i tragediens højtstemte heltinderoller; hun synes derimod ikke at have kunnet krænge vrangsiden over i parodien, i det mindste fremkaldte hendes deklamation som Philocyne i Melampe tårer og ikke latter. 19. marts 1753 optrådte hun sidste gang som Phenice i Cato og ægtede 26. december 1753 løjtnant Christian Albrecht von Passow (døbt 24. maj 1732 i Grue, Norge – 1777, død som etatsråd), søn af oberst Carl Albert von Passow og Dorothea Marie Coucheron. De fik sønnen Christian Carl (1754).
Ved opførelsen af det første danske syngespil, Niels Krog Bredals Gram og Signe, i Bryggergården 21. februar 1757 medvirkede fru Passow, hvis mand da var i Trankebar, og senere på året udgav hun ikke færre end 3 dramatiske arbejder, af hvilke Den uventede Forlibelse eller Cupido Filosof som det første danske stykke benyttede nordiske gudenavne. Femakts-lystspillet Mariane eller det frie Valg, i hvilket fru Passow uden held havde forsøgt at tegne en ubeslutsom kvindekarakter, blev den første danske komedie uden for det holbergske repertoire, teatret bragte til opførelse (26. oktober 1757). 7-8 uger i forvejen var forfatterinden død, 3. september. Af hendes litterære efterladenskaber, blandt hvilke fandtes en næsten fuldendt oversættelse af Don Quixote, udgaves en oversættelse af Antoine-François Prévosts Clevelands Historie I (1759). Hendes egne 3 stykker oversattes både til tysk (Frankfurt am Main og Leipzig 1759) og fransk (i 4. del af de Edme-Louis Billardon de Sauvignys Parnasse des dames, Paris 1777).
Der findes et kobberstik af hende af Jonas Haas i Teatermuseet i Hofteatret. Kobberstik fra ca. 1757 af Georg Vilhelm Baurenfeind efter profilbillede i voks af Johan Ephraim Bauert (sammesteds).